# 明末民變
明末民變，又称晚明民变、明末农民战争，或稱李自成、张献忠之乱等，是从明朝天启七年（1627年）叛军与明军作战开始，直至清朝顺治年间结束的一场民變。大部分官方史料認為晚明民变是由於拖欠軍餉、給養不足及強迫徵兵所致，加上連串的饑荒，促成民變越演越烈。

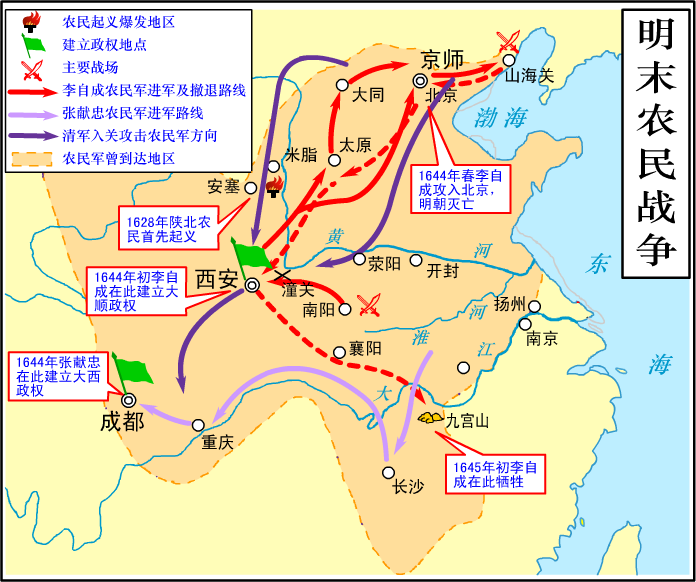
明末民變形势图

## 背景

### 天灾
万历后期至天启年间气候显著变冷，进入小冰期，气候持续恶劣。北方风沙壅积日甚，旱灾逐年增多，农业收成锐降。与此同期，中原气温与北方农牧带的降雨量也直抵秦汉以来的最低点。整个明末时期始终伴随着旱灾、寒流、蝗灾、水灾、鼠疫、瘟疫等，此后中原气候持续下降，天下大乱，狼烟蜂起。

### 政治
明朝末年，各种社会矛盾空前激化，全国各地反抗斗争层出不穷。而此时皇权旁落，中央和地方离心离德，社会各阶层和朝廷之间激化矛盾。而其深层次矛盾则在于明朝中后期的制度体系—宦官和赋税制度。

### 军事
明后期屯田制中的军屯制度到后来弊端暴露无遗，例如：克扣粮饷；屯田多被军官、豪强和内监占夺，使得军队失去了粮食的来源；军纪败坏，杀良冒功；再加上军队由于缺饷而哗变的事件，也是统治危机的一个重要表现，天启年间，福宁、杭州等地也先后发生兵变，还有援辽军队哗变于河北玉田县的事。

### 经济
明中期以后，國家財政的破產和赋税的加派，不斷提取太仓银两供自己享用，甚至把外庫的藏银输入户部，导致國家財政内外交困，面临破产。明末期间为了應付日益增多的軍费开支，又不合時宜地增收三饷，不斷地加派赋税，明朝统治阶级在全國範圍内以征礦税为名，派遣了大量礦税监，横征暴敛，鱼肉人民，加重百姓負担，加速了階级矛盾激化。

## 过程

### 初期
萬曆末年，在陝西地區開始出現小規模民變，中華人民共和國定為農民起義，但人數往往不多、缺乏聲勢，許多民變領袖也不為所知。這一階段的民變曾經被部分地方志記錄，如《漢陰縣志》記載「四十三年（萬曆），流賊劫掠鄉村，出沒無常，爲地方患」。陝西附近的山西和四川也遭到民變的影響，四川巡撫尹同臯曾經上言「陝西流盜由保甯入川，蹂躏廣元、神宣之間」。
明熹宗天启二年（1622年），白莲教徐鸿儒联合景州（今河北景县）于弘志、曹州（今山东曹县）张世佩等，图谋起事，约定中秋起兵。但因计划泄露，遂于五月先期发动。徐鸿儒自称中兴福烈帝，改年号为大乘兴胜元年。叛亂军很快攻克了郓城、邹县、滕县、峄县，歸附的民眾有約十萬。其时，于弘志在河北武邑、枣强、衡水等地起兵响应。又有刘永明聚众二万人，不久与徐鸿儒队伍汇合，叛亂声势大振。他们计划“南通徐淮、陈、颍、蕲、黄，中截粮运，北达神京，为帝为王”。同年十一月，徐鸿儒被部下出卖，在邹县被捕押至京城被杀害，叛亂失败。之後的民變繼續維持小規模，主要以打劫搶掠、打家劫舍等方式進行，通常將富戶作為目標，還沒有攻城掠地的情況發生。

### 大規模爆發
在明熹宗天启七年（1627年）陝西地區發生旱災，米貴民飢。爆發民變的澄城縣位於陝西關中平原，該縣在當時十分貧窮，史籍記載澄城土地貧瘠、賦稅和徭役嚴重。是以變動一觸即發。

## 评价
歷史學家袁庭栋認為明末民變是中国历史上时间最长、规模最大、斗争最尖锐、对后世影响也最深远的一次民變。
部分学者指出，民變军迫于生计，反抗暴政值得称扬。但是有文献指出，民變军的烧杀抢掠比官军更加让人发指，虽然统治阶级所写的历史对民變军有污蔑，但是也无法掩盖民變军借着反抗官府的旗号在各地作恶的事实。

### 引用
1. ↑  葛全胜等著：《中国历朝气候变化》，科学出版社2011年版，第566页。
2. ↑  气象记录参见张德二主编：《中国三千年气象记录总集》（第2册），凤凰出版社、江苏教育出版社2004年版，第1352〜1460页。
3. ↑  张文木. . 求是杂志. 观察者网. 2015-06-10  [2018-03-28]. （原始内容存档于2018-03-28）.
4. ↑  刘杰，《明末农民战争历史根源再探讨》，《长江大学学报:社会科学版》, 2013(07):164-166。
5. ↑  余兰兰，《明末农民战争爆发的原因探究》，《华人时刊旬刊》, 2015。
6. ↑  冯梦龙，《甲申纪事》：“今官兵所至，动以打粮为名，劫商贾，搜居积，淫妇女，焚室庐。小民畏兵，甚于畏贼。”
7. ↑  顾诚，《明末农民战争史》，光明日报出版社。
8. ↑  余兰兰，《明末农民战争爆发的原因探究》，《華人時刊旬刊》, 2015。
9. ↑  李可 ，《明朝统治阶级在全國範圍内以征礦税为名，派遣了大量礦税监，横征暴斂，鱼肉人民。》，《雲南教育學院學报》 1989年01期 。
10. 1 2  顧誠. . . 光明日报出版社. 2012. ISBN 9787511228130.
11. ↑  李文治. . 中华书局. 1948: 25—26.
12. ↑  谷應泰. . . 1658.
13. 1 2  李文治. . 中华书局. 1948: 26.
14. ↑  袁庭栋，《关于张献忠农民起义的流寇主义问题》，《四川师院学报:社会科学版》, 1981(01):53-57。
15. ↑  何鹏毓，《明末农民起义军与官军纪律的比较》，《史学月刊》, 1951(02):6-8。